# Frank Buchser
Frank Buchser (1828–1890) fue un pintor suizo. Viajero impenitente, destaca su etapa estadounidense, en la que pintó a importantes personajes de la nación norteamericana.

## Biografía

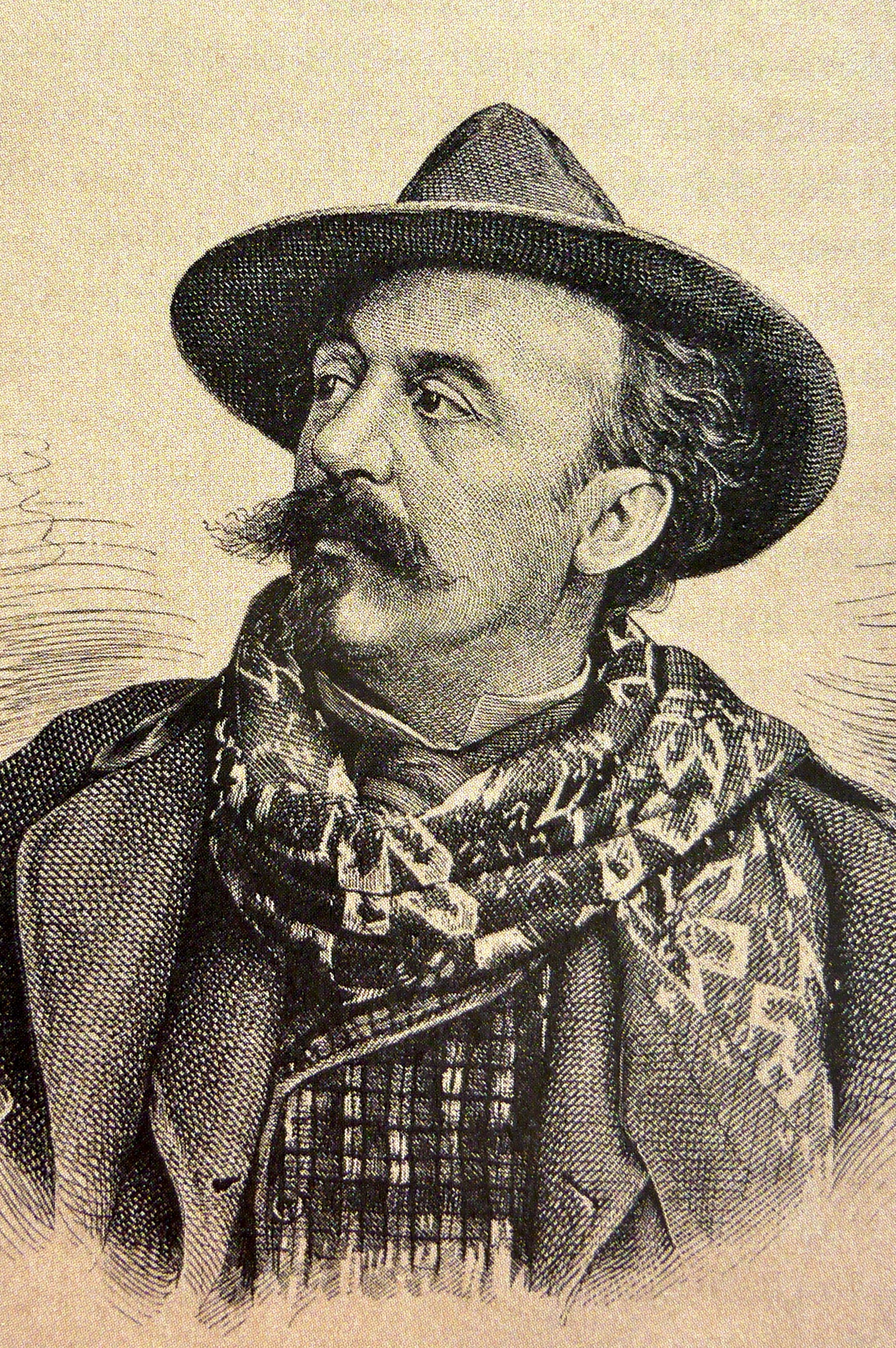
Autorretrato de Frank Buchser

Buchser nació el 15 de agosto de 1828 cerca de Solothurn (Suiza). A los 18 años fue aprendiz de un constructor de pianos. Sin embargo, su aprendizaje terminó abruptamente cuando el maestro lo encontró en la cama con su hija. Después de eso, viajó a París donde estudió arte. Después de viajar por Europa y África, Buchser visitó Estados Unidos en 1866 y permaneció allí hasta 1870. Pintó escenas de las llanuras americanas, capturando el color como ninguno antes que él. Llegó hasta Sherman y pintó escenas de fortificaciones militares, como Fort Laramie. En Estados Unidos, pintó retratos de muchos personajes notables, entre ellos: el presidente Andrew Johnson, el secretario de Estado, William H. Seward o William Tecumseh Sherman. Sus trabajos se centraron en retratos, paisajes y temas orientalistas. Buchser destacó por su uso del color y la luz.
Murió el 22 de noviembre de 1890 en Suiza.

## Museum Frank Buchser
Creado recientemente, en 5 salas de exposición inundadas de luz, el trabajo del artista se presenta en solo 140 m². A través de fotografías, dibujos, fotos y escritos, el visitante se adentra en el extraordinario mundo del pintor Frank Buchser. El museo se encuentra situado en la calle Höhenweg, número 29A, de Bettlach (Suiza), código postal 2544.

## Galería

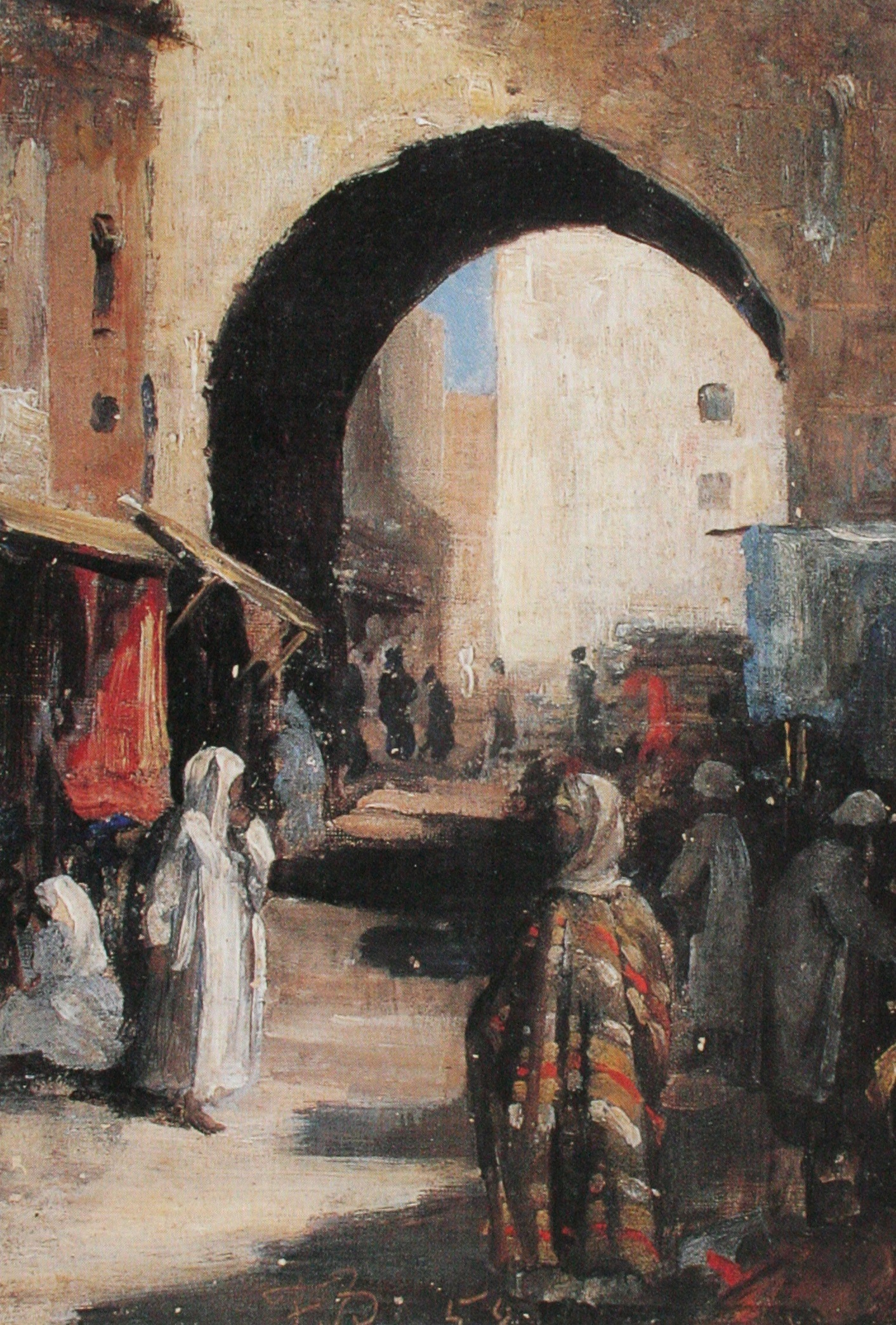
La puerta de Fez (1858)
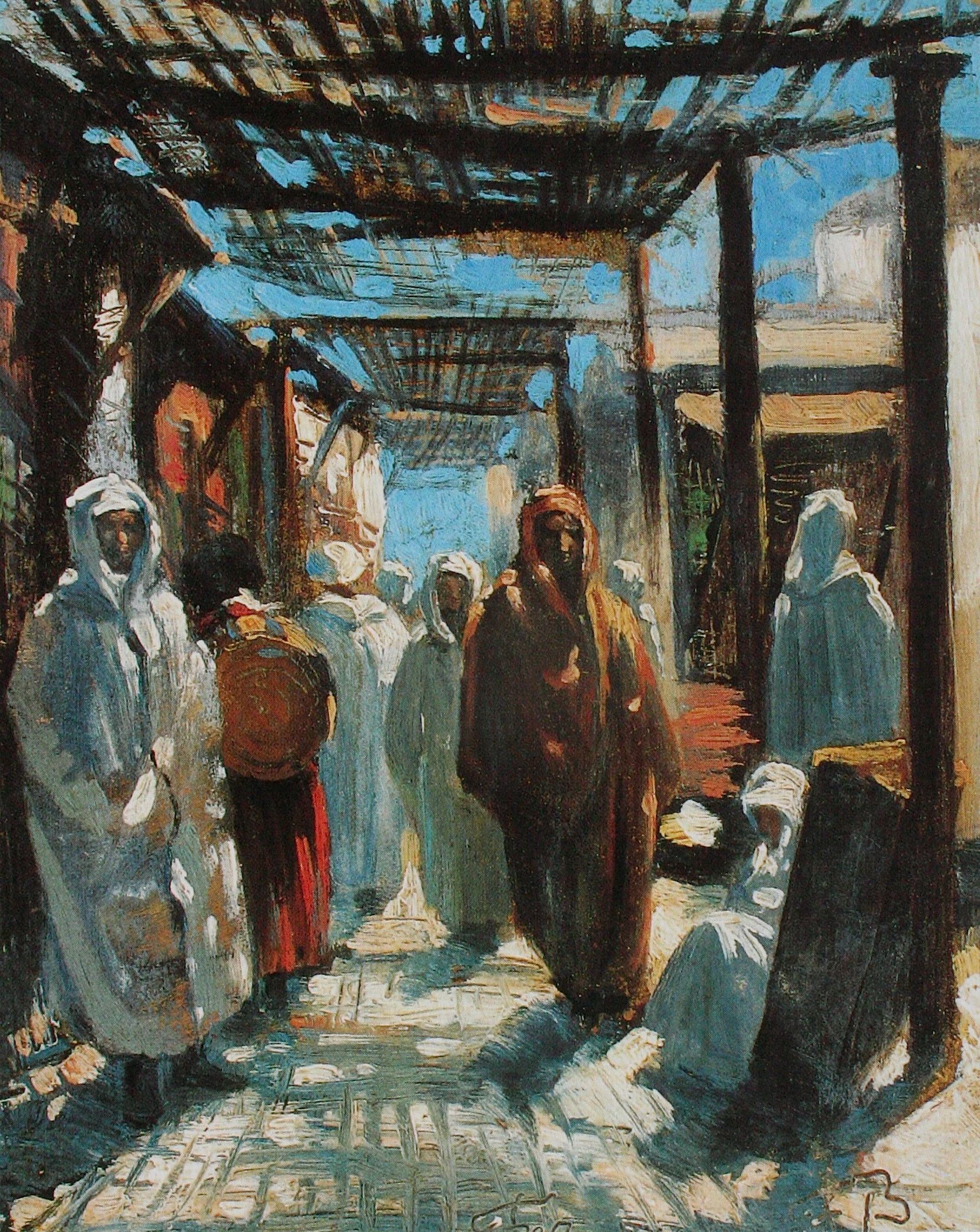
Callejón de Fez (1858)
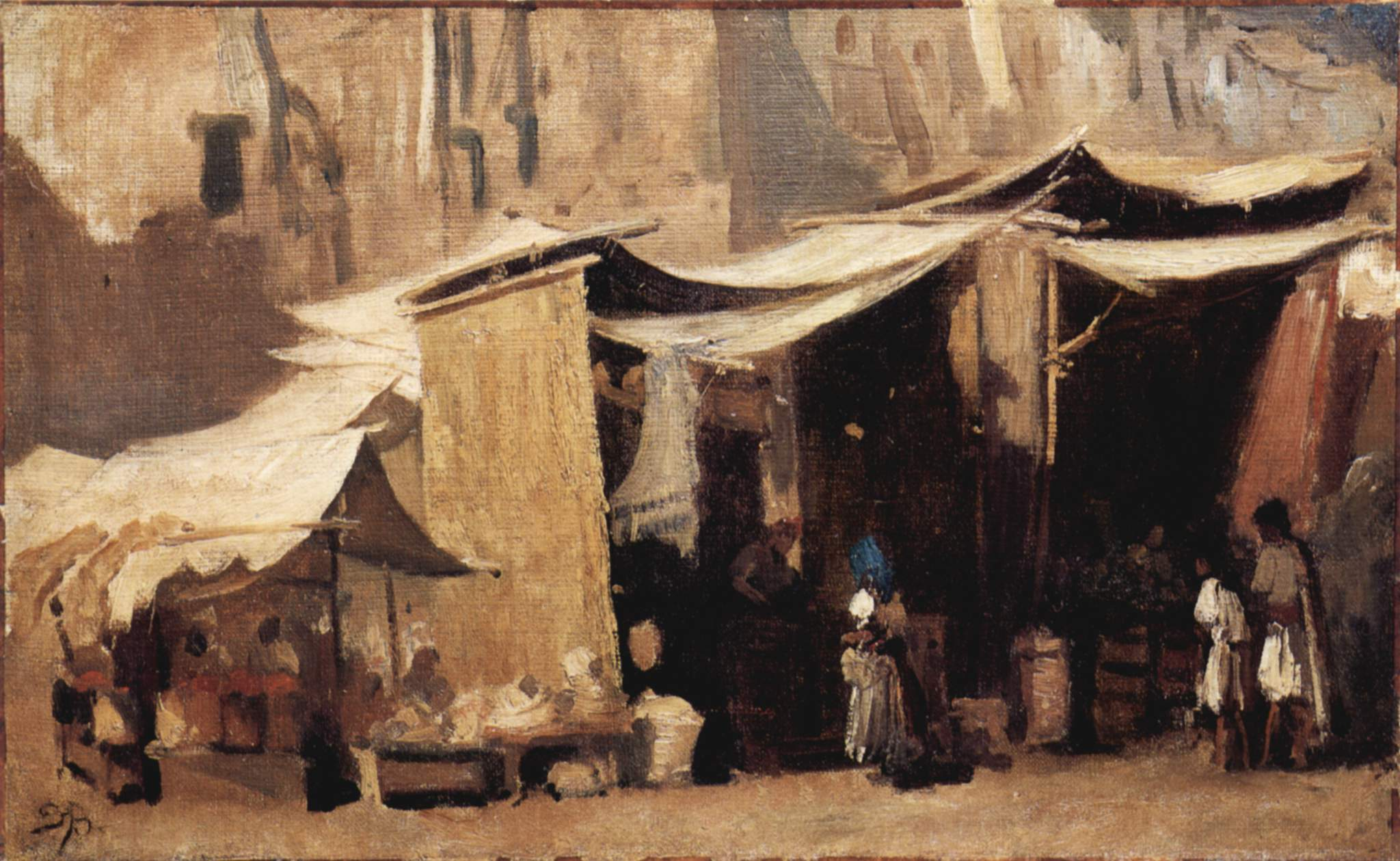
Mercado argelino (c. 1850)
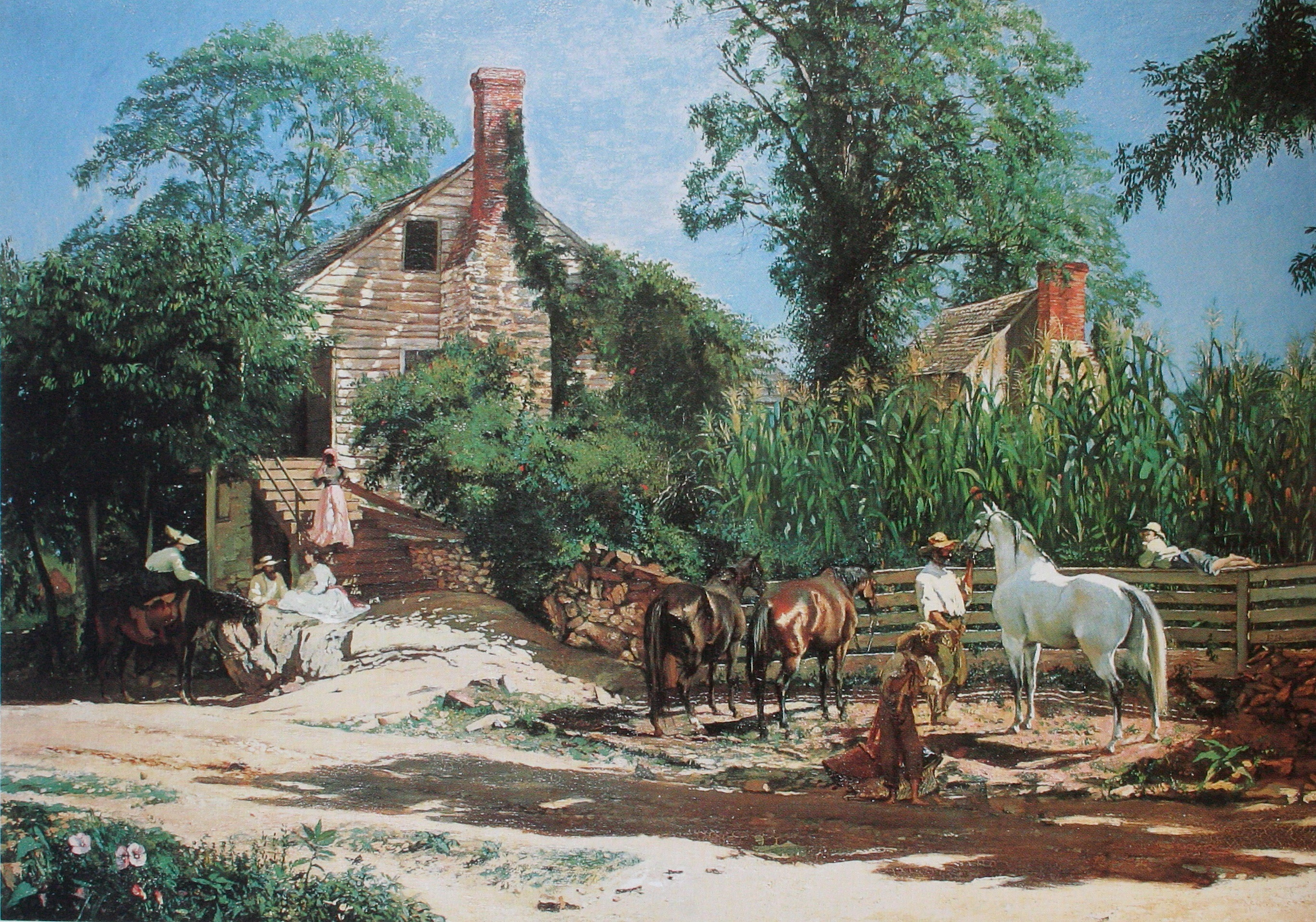
Old Virginia (c. 1870)
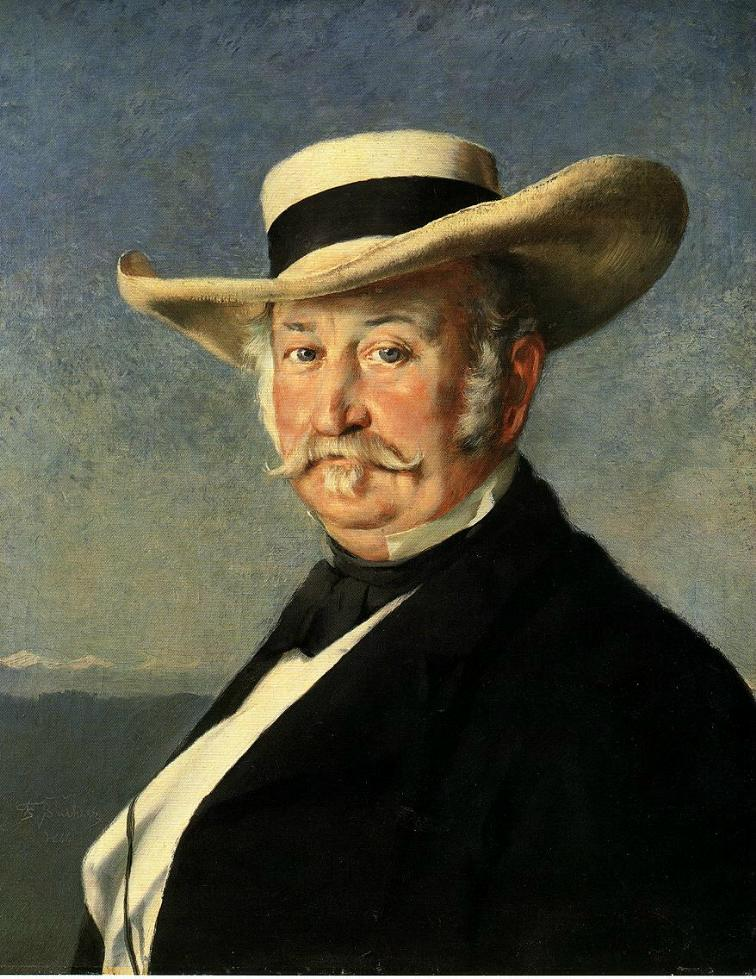
John Sutter (1866)
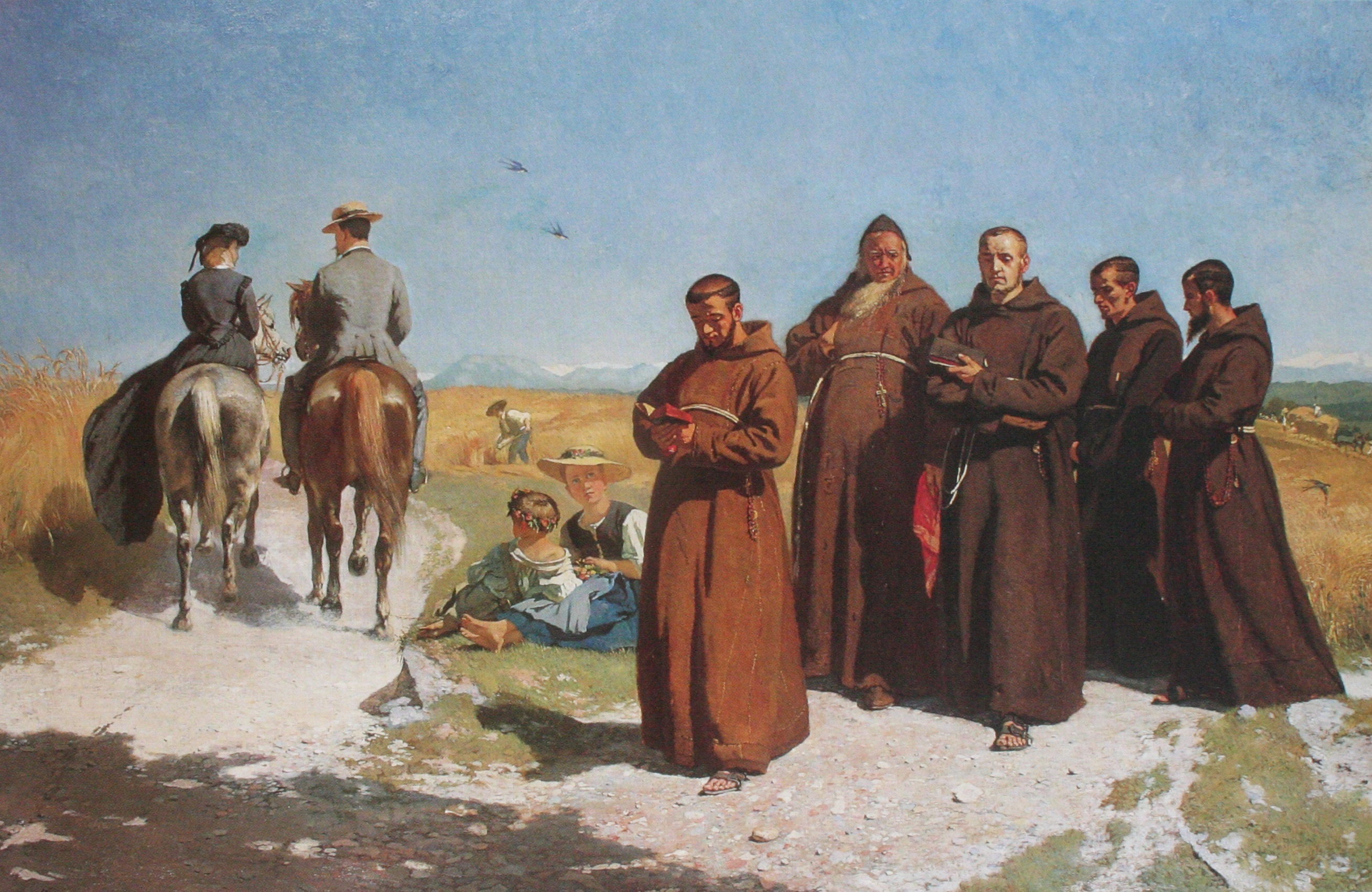
Ascetismo y entusiasmo (1865)
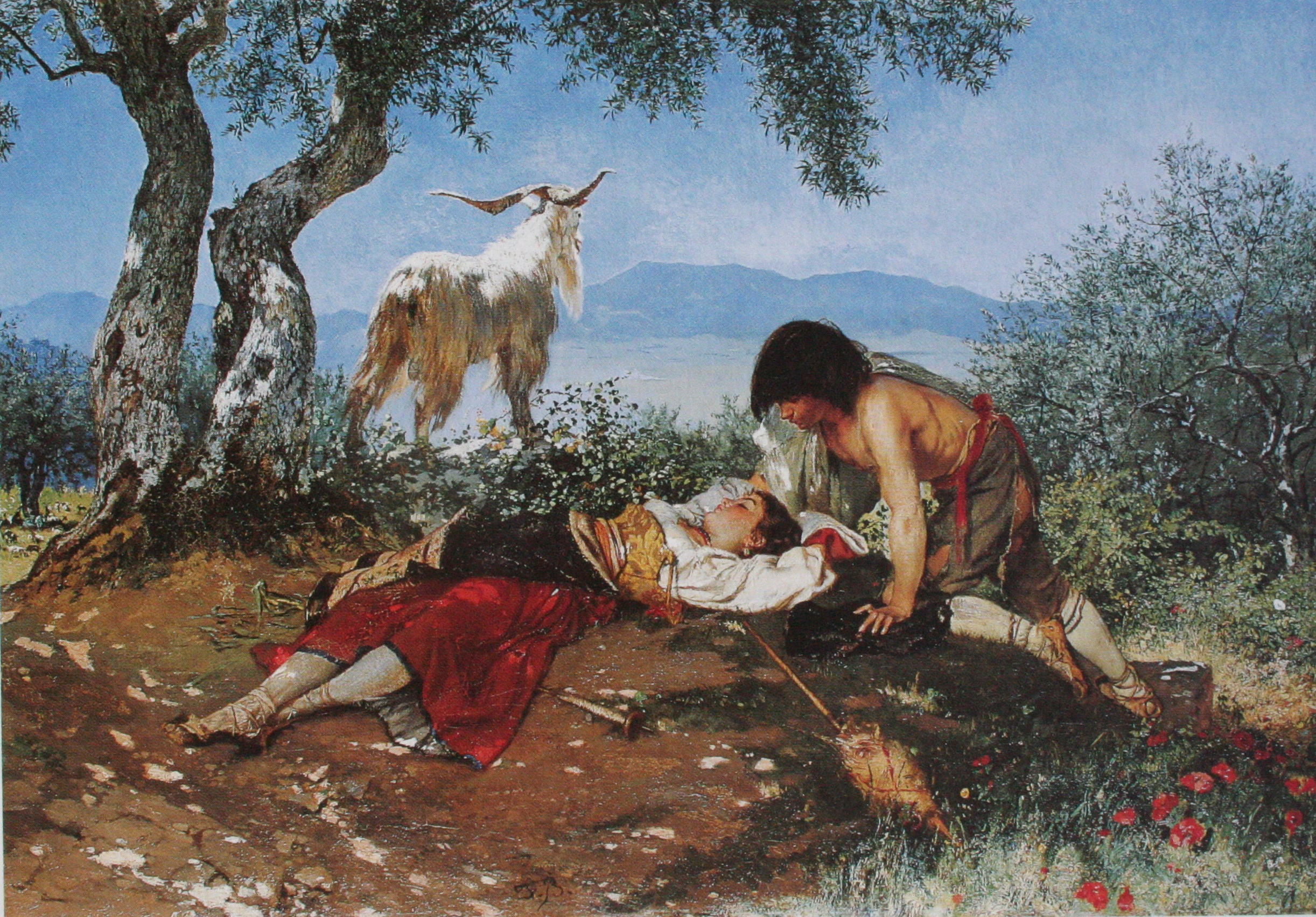
El beso (1878)
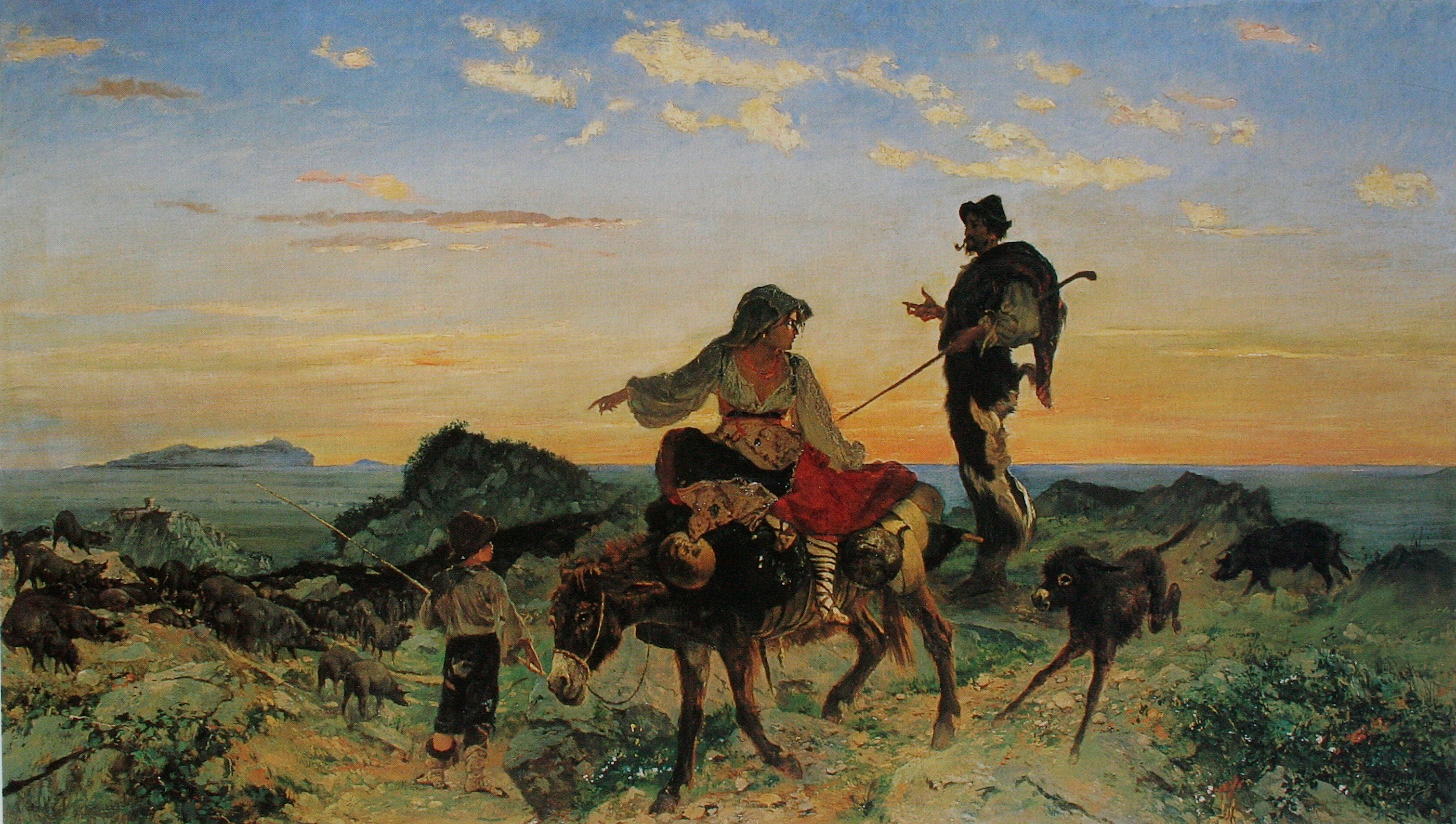
El divino porquero (1882)